# Yearning for the Grotesque
 (juillet 2018).
Si vous disposez d'ouvrages ou d'articles de référence ou si vous connaissez des sites web de qualité traitant du thème abordé ici, merci de compléter l'article en donnant les références utiles à sa vérifiabilité et en les liant à la section « Notes et références ».
Albums de Avulsed
Bloodcovered Gorespattered suicide
Yearning for the grotesque est le cinquième album de Avulsed

## Liste des morceaux
1. Wormeaten : 4 min 08 s
2. Devourer of the dead : 4 min 53 s
3. Pale red blood : 5 min 45 s
4. Sick sick sex : 3 min 20 s
5. Daddy stew : 4 min 32 s
6. I feel good... eating human flesh : 4 min 44 s
7. Foetivorous marriage : 5 min 50 s
8. Morbid chief : 4 min 45 s
9. Cadaver decapitado : 4 min 58 s
10. Decrepit sigh : 6 min 56 s

Réédition 2005:
1. Wormeaten : 4 min 08 s
2. Devourer of the dead : 4 min 53 s
3. Pale red blood : 5 min 45 s
4. Sick sick sex : 3 min 20 s
5. Daddy stew : 4 min 32 s
6. I feel good... eating human flesh : 4 min 44 s
7. Foetivorous marriage : 5 min 50 s
8. Morbid chief : 4 min 45 s
9. Cadaver decapitado : 4 min 58 s
10. Decrepit sigh : 6 min 56 s
11. Admist the macabre : 1 min 42 s
12. Stabwound orgasm : 3 min 56 s
13. Exorcismo vaginal : 3 min 50 s

Les trois dernières pistes ont été enregistrées le 12 mars 2005

## Formation
- Dave Rotten: chant
- Cabra: guitare
- Furni: batterie
- Juancar: guitare
- Tana: basse